# حساسية البيض
حساسية البيض هي فرطُ حساسيةٍ مناعية للبروتين الموجود في بيض الدجاج ورُبما بيضِ الإوز أو البط أو الدجاجِ الرومي المُستأنس. قد يبدأ ظهورُ أعراضِ هذه الحساسية بسرعةٍ أو بالتدريج، فقد يستغرقُ ظهورُها من ساعاتٍ إلى أيام. عند ظهورِ الأعراضِ بشكلٍ سريع فإنها تتضمنُ صدمة الحساسية المُهدِّدة للحياة والتي تحتاجُ لعلاجٍ سريعٍ بالإبينفرين، ومن الأعراضِ الأُخرى التهاب الجلد التأتبي والتهاب المريء.
في الولايات المتحدة، 90% من الاستجابة التَحسسية للطعام تحدثُ بسببِ حليب البقر والبيض والقمح والقشريات والفول السوداني والمكسرات وسمك وفول الصويا. يتطلبُ قانون تحديد الطعام المسبب للحساسية وحماية المستهلك لعام 2004 أنَّ يُوضع على مُلصقات الأطعمة المُحتوية على عنصرٍ أو بروتينٍ من مُسببات الحساسية الثمانية الرئيسية السابقة تصريحٌ يُفيدُ بوجودِ هذه المُسببات حسب الطَريقة التي وَصفها القانون. يُوجد البيض على قائمة التوضيحات الإلزامية في اليابان والاتحاد الأوروبي.
يُوقَى من حساسيةِ البيضِ عبر تجنبِ تناولِ البيض والأطعمة المُحتوية عليه مثل الكعك والكوكيز. من غيرِ الواضح ما إذا كان إدخالُ البيض في وقتٍ مُبكر إلى النظام الغذائي للأطفال الذين تتراوح أعمارهم بين 4 إلى 6 أشهر يُقلل من خطرِ الحساسية.
تظهرُ حساسية البيض بشكلٍ رئيسي في الأطفال ولكنها قد تستمرُ حتى البلوغ. في الولاياتِ المتحدة، تُعتبر حساسية البيض ثانِي أكثر حساسية طعام شيوعًا تُصيب الأطفال بعد حساسية حليب البقر. مُعظمُ الأطفالِ يتخلصون من حساسية البيض في سنِ الخامسة ولكنه لدى بعض الأفراد تستمر الحساسية لديهم طول الحياة. في أمريكا الشمالية وأوروبا الغربية تحدثُ حساسية البيض في 0.5% إلى 2.5% من الأطفال دونَ سنِ الخامسة. مُعظمهم يتخلصون من الحساسية في سنِ المدرسة ولكن ما يُقارب الثُلث تستمرِ لديهم حتى سنِ البلوغ. من العواملِ القوية التي تُساعد في توقعِ استمرار الحساسية حتى البلوغ هي فرط الحساسية وارتفاع نسبةِ الغلوبيولين المناعي هـ الخاص بالبيض في مصل الدم، والاستجابة القوية لاختبارِ وخزة الجلد وعدم وجودِ تحملٍ للأطعمة المخبوزة والمُحتوية على البيض.

## الأعراض والعلامات

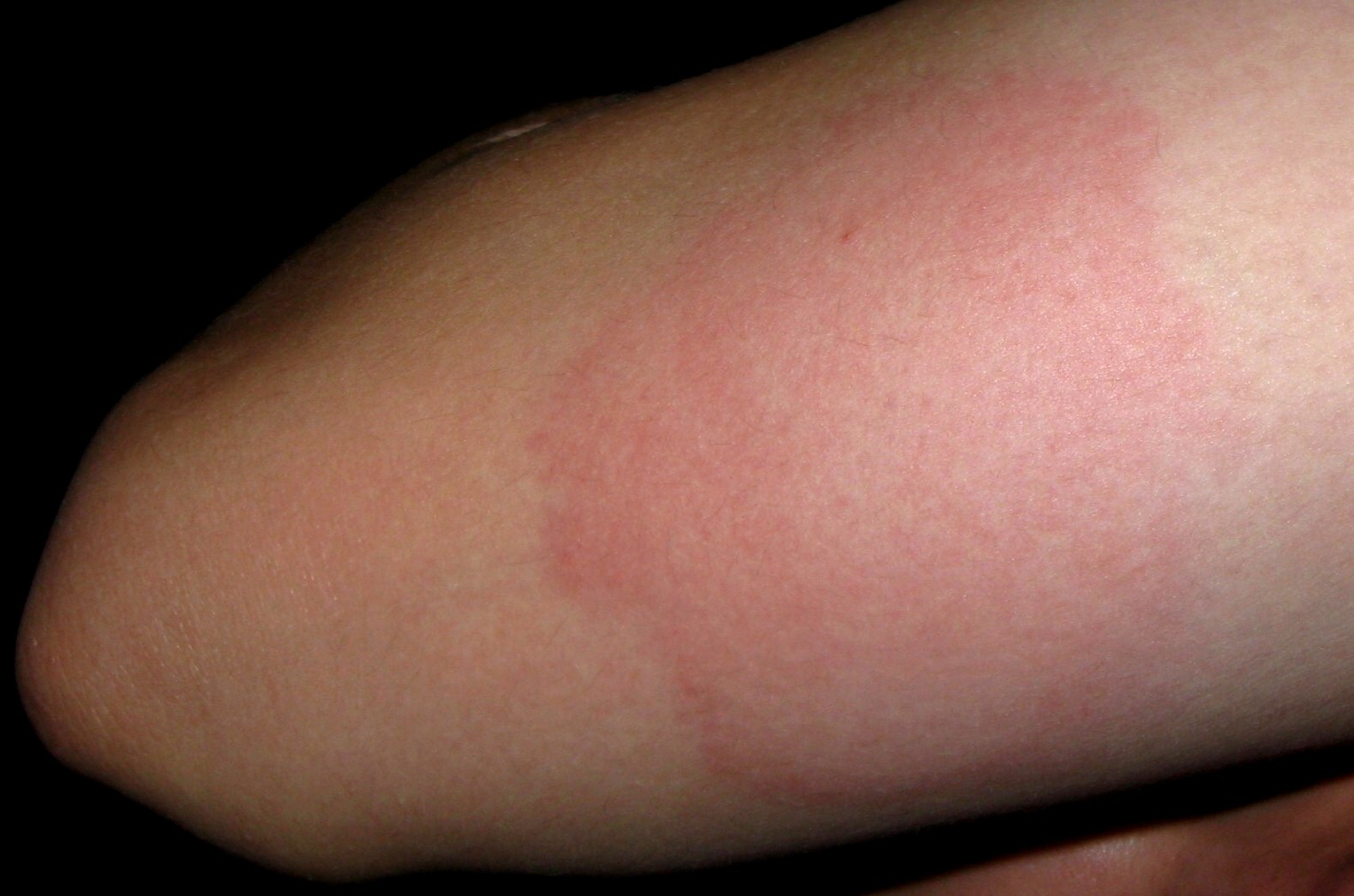
طفح جلدي

عادةً ما تبدأ حساسيات الطعام بسرعةٍ (من ثوانٍ إلى ساعة واحدة)، وقد تتضمن الأعراض: طفحاً وشرى وحكةً في الفم والشِفاه واللسان والحنجرة والعيون والجلد ومناطقَ أُخرى، كما تتضمن تورمًا في الشفاه واللسان والجفون والوجهِ عامةً، وأيضًا صُعوبة في البلع وسيلاناً أو احتقاناً في الأنف وبحةً في الصوت وأزيزاً وضيقاً في النفس وإسهالاً وألما في البطن ودواراً خفيفاً وإغماءً وغثياناً وقيئاً.
تختلفُ أعراضُ الحساسية من شخصٍ لآخر ومن حالةٍ لأخرى، وقد تحدثُ أعراضٌ خطيرة إذا تأثرَ الجهاز التنفسي أو الدورة الدموية، ويلاحظُ تأثُّرُ الجهاز التنفسي من خلالِ بعضِ الأعراض المذكورة سابقاً كالأزيز وانسداد مجرى الهواء والزرقة، أما تأثرُ جهازِ الدوران فيلاحظُ من ضعفِ النبض وشحوبِ الجلد والإغماء. عند حدوث هذه الأعراض يُسمى رد الفعل التحسسي باسم فرط الحساسية. يحدثُ فرط الحساسية عند وجودِ مضادات الغلوبيولين المناعي هـ، كما أنَّ مناطق الجسم التي ليست على اتصالٍ مُباشرٍ مع الطعام تُظهر أعراضًا حادة، وفي حالِ عدم معالجة هذا الأمر، فإنه قد يؤدي إلى توسعٍ وعائي وحالةٍ من انخفاضِ ضغط الدم تُسمى صدمة الحساسية ونادرًا ما تؤدي إلى الوفاة.
قد يُظهر الأطفال الصِغار التهابًا جلديًا في الوجه أو فروة الرأس أو أجزاءٍ أخرى من الجسم، أما في الأطفال الأكبر سنًا فإنَّ الركبتين والمرفقين تتأثرانِ بشكلٍ شائع. الأطفال المُصابون بالتهاب الجلد هم في خطرٍ متَوقع أكبر للإصابة بالربو وحساسية الأنف.

## الأسباب

### تناول البيض
عادةً ما يكون سبب حدوث حساسية البيض هو تناولُ البيض أو الأطعمة المُحتوية عليه. باختصار، يتفاعلُ الجهاز المناعي بإفراطٍ مع البروتينات الموجودة في البيض، وقد يحدثُ رد الفعل التحسسي من كمياتٍ صغيرةٍ من البيض، حتى لو كان ممزوجًا مع الأطعمة المَطبوخة مثل الكعك. الأشخاص الذين يُعانون من حساسيةٍ لبيضِ الدجاج غالبًا ما يكون لديهم رد فعلٍ تحسسي لبيضِ الإوز والبط والدجاج الرومي المستأنس.

### اللقاحات

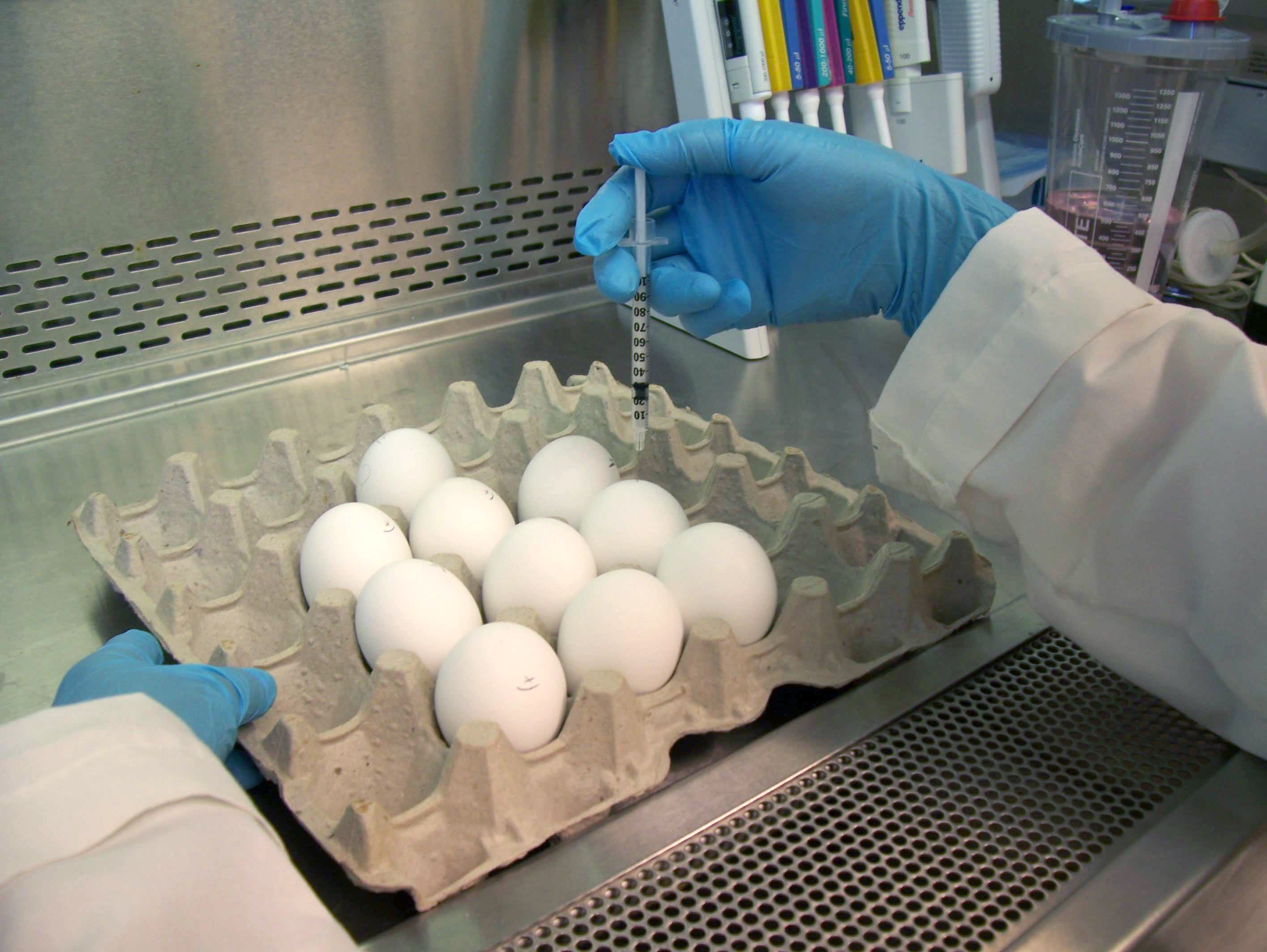
ينتج لقاح الإنفلونزا عن طريقِ حقنِ فيروس حي في بيضِ دجاج مُخصب

تُصنع لُقاحات الإنفلونزا عن طريقِ حقنِ فيروس حي في بيضِ دجاج مُخصب، وبعد ذلك تُحصد الفيروسات وتُقتل وتُنقى، ولكن رغمَ ذلك تبقى كمية من بقايا بروتين بياض البيض. تُصنع اللقاحات سنويًا لتوفيرِ الحماية ضد فيروسات الإنفلونزا المتوقع انتشارُها في أشهر الطقس البارد القادمة. في موسوم الإنفلونزا 2017-2018، وُصفت اللقاحات على شكل IIV3 وIIV4 وهي لقاحات خاملة للإنفلونزا، وتهدف لِمقاومة أنواع الفيروسات الثلاثة أو الأربعة المُتوقعة في هذا الموسم. يستطيع البالغون الذين تترواح أعمارهم بين 18 سنة أو أكثر أنْ يأخذوا لقاحات الإنفلونزا مُعادة التركيب (RIV3 أو RIV4) والتي تَنمو على مستنبتات خلايا ثديية بدلًا من البيض، وبالتالي لا يُوجد خطرٌ على الأشخاص المُصابين بحساسية شديدة للبيض. تُشير التوصيات أنَّ الأشخاص الذين لديهم تاريخ من الحساسية الخفيفة للبيض يجب أن يتَلَقَّوْا لقاحَ الإنفلونزا الخاملَ أو لقاح الإنفلونزا مُعادَ التركيبِ، أما الذين يُعانون من حساسية شديدة للبيض فيُمكنهم تلقي أي من اللقاحات السابقة ولكن يجب أن يكون الشخص نزيلًا في المشفى أو في العيادة الخارجية، وأن يُقدم إليه اللقاح بواسطة مُقدمي الرعاية الصحية. الأشخاص المعروف حُدوث رد فعل تحسسي لديهم للقاح الإنفلونزا (الذي يُمكن أن يكون بروتين البيض أو الجيلاتين أو مكونات النيوميسين في اللقاح) يجب ألاَّ يأخذوا هذا اللقاح.
تنشُر الأكاديمية الأمريكية لطب الأطفال سنويًا توصياتٍ للوقاية والتحكُم في الإنفلونزا لدى الأطفال، وفي التوصياتِ الحديثة 2016-2017 أُجريَ تغيير بأنَّ الأطفال الذين لديهم حساسية للبيض يُمكن أن يتلقوا لُقاح IIV3 أو IIV4 بدونِ أي احتياطاتٍ خاصة، ولكن بالرغم من هذا ما زالت التَوصياتُ تنصُّ على «ممارسة التطعيم المثالية يجب أن تشمل القُدرة على الاستجابة لفرطِ ردِ الفعل التحسسي الحاد». سابقًا، أوصت الأكاديمية الأمريكية لطب الأطفال باحتياطاتٍ تعتمدُ على تاريخ الحساسية للبيض، حيثُ ذَكرت: إذا لم يكن هُناك أي تاريخٍ فإنهُ يُطعم، إذا كان هناك تاريخ لرد فعلٍ خفيف مثل الشرى فإنهُ يُطعم في بيئةٍ طبية بواسطةِ مُتخصصي الرعاية الصحية وبتوافرِ معداتِ الإنعاش المُناسبة، أما في حالِ تاريخٍ منْ رد الفعل الشديد فيجب الرجوع إلى اختصاصي الحساسيات.
تُستنبت أجزاء الحصبة والنكاف مِن لُقاح MMR في مستنبت خلايا جنين الدجاج والذي يحتوي على كمياتٍ ضئيلة من بروتين البيض، وتكونُ كمياتُ بروتين البيض في هذا اللقاح أقل من كميته في لقاحات الإنفلونزا وبالتالي يكون خطر حدوث رد الفعل التحسسي أقلَّ بِكثير. ذكرت أحد الدلائل الإرشادية أنَّ جميع الرُضع والأطفال يجب أن يتلقوا لقاحين MMR، وأشارتْ: «أظهرت الدراسات على أعدادٍ كبيرة من الأطفال الذين يعانون من حساسية البيض أنهُ لا يوجد خطر مُتزايد للحساسية الشديدة من اللقاحات»، وأوصت أحد الدلائل الإرشادية الأخرى أنَّه في حالِ كانَ الطفل لديهِ تاريخٌ طبيٌ من رد الفعل التحسسي الشديد للبيض، فإنَّ التطعيم يجب أن يحصل في المُستشفى، ويجب إبقاء الطفل تحت المُراقبة لمدة 60 دقيقة قبلَ أن يُسمح لهُ بالمغادرة، كما أوصى الدليل الإرشادي الثاني أنه يُمنع تلقي التطعيم الثاني في حال وُجِدَ رد فعل شديد للتطعيم الأول، والذي من المُمكن أن يكون نتيجةً لبروتين البيض أو مكونات اللقاح الجيلاتين والنيوميسين.

شرى

### التمارين
هُناك حالةٌ تُسمى فرط الحساسية المُعتمد على الطعام والناجم عن التمارين (بالإنجليزية: Food-dependent, exercise-induced anaphylaxis)‏ وتُدعى اختصارًا FDEIAn، حيثُ يُمكن أن تؤدي التمارين الرياضية إلى حدوثِ الشرى أو أعراضٍ شديدة من رد الفعل التحسسي. في بعضِ الأشخاصِ الذين يعانون من هذه الحالة تكون ممارسة التمارين وحدها غير كافية، ولا يكون استهلاك الطعام الذي يُعانون من الحساسية الخفيفة له كافيا، ولكن إذا استُهلِكَ الطعام المَعني في غضونِ ساعاتٍ قليلة قبل ممارسة التمارين الكثيفة فإنَّ النتيجة تكون حدوث رد فعل تحسسي مُفرط. ذُكرَ البيض بشكلٍ خاص كطعامٍ مُسببٍ لهذه الحالة. نظريةٌ واحدة أشارت أنَّ التمارينَ تحفزُ إطلاقَ الوسطاء مثل الهستامين من الخلايا الصارية مُنشطة الغلوبولين المناعي هـ. تفترضُ مراجعتان أنَّ التمارين ليست ضرورية لتطوير الأعراض، ولكن هي عاملٌ من ضمنِ عدة عوامل زيادة أخرى، مُعتمدةً على دليلٍ أنَّ الطعام المُسبب للحالة في تركيبةٍ مع الكحول أو الأسبرين يُؤدي إلى ردِ فعلٍ تحسسي تنفسي.

## عوامل الخطر
هُناك عواملُ خطرٍ مُحددة تُساعد في زيادة احتمال حدوثِ حساسية البيض. الأطفال الذين يعانون من التهاب الجلد التأتبي يزدادُ لديهم احتمالُ حدوثِ حساسية البيض أكثر من غيرهم ممن لا يمتلكون هذا الاضطراب الجلدي، كما يُساعد وجود تاريخٍ عائلي لدى واحدٍ من الأبوين أو كِلَيْهما من الربو أو حساسية الطعام أو أي نوعٍ آخر من الحساسية مِثل حساسية الأنف على زيادةِ خطرِ حدوث حساسية البيض. يُعتبر العمر عاملًا أساسيًا حيثُ أنَّ حساسية البيض تحدثُ بشكلٍ شائعٍ في الأطفال، وبشكلٍ نادرٍ في الكبار؛ وذلك لأنه مع تقدم العمر ينضجُ الجهاز الهضمي ويقل حدوث ردود الفعل التحسسية للطعام.

## آلية الحدوث
تُصنف الحالات الناجمة عن حساسيات الطعام إلى ثلاثِ مجموعات حسبَ آلية حدوثِ الاستجابة التحسسية:
1. بواسطة الغلوبولين المناعي هـ (التقليدي) - النوع الأكثر شيوعًا، ويظهر على شكل تغيراتٍ حادة تحدث بعد فترةٍ قصيرة من الأكل، وقد تتطور إلى حدوثِ فرط الحساسية.
2. ليست بواسطة الغلوبولين المناعي هـ - تتميزُ بالاستجابةِ المناعية التي لا تتضمن الغلوبولين المناعي هـ، وقد تحدث بعد ساعاتٍ إلى أيامٍ من الأكل، وتشخيصها مُعقد.
3. بواسطة وليست بواسطة الغلوبولين المناعي هـ - هجين من النوعين أعلاه.

ردود الفعلِ التحسسية هي استجابةٌ مُفرطة للجهازِ المناعي لموادٍ غيرِ ضارةٍ عمومًا، مثل البروتينات في الطعامِ الذي نأكُله. من غيرِ الواضح لمَ تُسبب بعض البروتينات ردود فعلٍ تحسسية في حين أن بروتينات أُخرى لا تُسبب ذلك، لكن رغمَ ذلك هُناك اعتقادةٌ جُزئية أن السَبب هو مقاومة الهضم؛ لذلك فإنَّ بروتينات سليمة أو سليمة إلى حدٍ كبير تصل إلى الأمعاء الدقيقة والتي تمتلك وجودًا كبيرًا لخلايا الدم البيضاء المُشارِكة في ردود الفعل التحسسية. تُحَلِّلُ حرارة الطبخ جزيئاتِ البروتينِ هيكليًا، مما يجعلها أقلَّ تسبيبًا للحساسية. تُقسَّم الفسيولوجيا المرضية لردود الفعل التحسسية إلى مرحلتين، الأولى هي الاستجابة الحادة التي تحدُثُ مباشرةً بعد التعرض لمسببِ الحساسية، وهذه المرحلة إما تهدأ وتختفي أو تتقدم وتتطور إلى «المرحلة المتأخرة من رد الفعل» التي يُمكن أن تُطيل أعراض الاستجابة إلى حدٍ كبير، وينتجُ عنها المزيدُ من التلف النسيجي.
في المراحل الأولى من رد الفعل التحسسي الحاد، تُصبح الخلايا اللمفاوية حساسةً لبروتينٍ خاص أو جزءٍ بروتيني، فتتفاعلُ بواسطة إنتاجٍ سريعٍ لنوعٍ خاص من الأجسامِ المضادة يُسمى الغلوبولين المناعي هـ المُفرز (sIgE)، والذي يدورُ في الدم ويرتبطُ مع المستقبلات الخاصة بالغلوبولين المناعي هـ على سطحِ أنواعٍ أخرى من الخلايا المناعية تُسمى الخلايا الصارية والخلايا القاعدية. كلا النوعين مُشترِكٌ في الاستجابة الالتهابية الحادة. تخضعُ الخلايا الصارية والقاعدية المُنشطة إلى عمليةٍ تُسمى زوال الحبيبات، يحدثُ خلالَها إطلاق الهستامين والوسائط الالتهابية الكيميائية الأخرى (وتُسمى سيتوكينات، وإنترلوكينات، ولوكوترينات، وبروستاغلاندينات) إلى الأنسجة المُحيطة، مُسببةً آثارًا جهازية عديدة مثل التوسيع الوعائي والإفراز المخاطي والتحفيز العصبي وانقباض العضلات الملساء، وتؤدي هذه إلى سيلان الأنف والحكة وضيق النفس وإلى احتمالِ حدوثِ فرط الحساسية. اعتمادًا على الفرد ومُسبب الحساسية وطريقة دخوله، فإنَّ الأعراض قد تكون على نطاقٍ جهازي (فرط الحساسية التقليدي) أو على نطاقٍ محلي لجهازٍ جسمي معين، فمثلًا، يُعتبَر الربو رد فعل محلي للجهاز التنفسي أما التهاب الجلد فهو مَحليٌ بالنسبة للجلد.
بعد أن تهدأ الوسائط الكيميائية للاستجابةِ الحادة، يُمكن أن تحدث المرحلة المُتأخرة نتيجةً لهجرةِ خلايا الدم البيضاء الأخرى مثل الخلايا المتعادلة والخلايا اللمفاوية والخلايا الحمضية والخلايا الأكولة إلى مواقعِ التفاعل الأولية. عادةً ما يحدث ذلك بعد 2-24 ساعة من بدء رد الفعل الأصلي. تلعبُ السيتوكينات من الخلايا الصارية دورًا في استمرار الآثارِ لفترةٍ طويلة. تختلفُ استجابات المرحلة المتأخرة في الربو بشكلٍ طفيف عن تلكَ التي تحدث في الاستجابات التحسسية الأخرى، وعلى الرغم من هذا إلا أنها لا تزال ناجمة عن إطلاق الوسائط من الخلايا الحمضية.
حُددت خمسة بروتينات مُسببة للحساسية من بيضِ الدجاج المحلي تحت (Gal d 1-5). أربعة من هذه البروتينات في بياضِ البيض: مخاطاني البيض (Gal d 1)، ألبومين البيض (Gal d 2)، أوفوترانسفيرين (Gal d 3)، ليسوزيم (Gal d 4). يُعتبر البروتين مخاطاني البيض مُسببًا رئيسيًا للحساسية، ويقلُ احتمالُ وجوده عندما تتقدم الدجاجة بالعُمر. قد يؤدي ابتلاعُ البيضِ غير المَطبوخ جيدًا إلى ردود فعلٍ سريرية أكثرُ شدةً من تلكَ الناجمة عن البيض المطبوخ جيدًا. في مح البيضة يُعتبر بروتين ألفا-ليفيتين (Gal d 5) المُسبب الرئيس للحساسية، ولكن قد تُسبب بروتينات الفيتيلين المختلفة رد الفعل التحسسي. قد يُعاني الأشخاص الذين لديهم حساسية لألفا-ليفيتين من أعراضٍ تنفسية مثل التهاب الأنف الذي قد يكونُ مصحوبًا بالربو، وتحدثُ هذه الأعراض عند التعرض للدجاج؛ وذلكَ لأنَّ بروتين المح موجودٌ أيضًا في الطيور الحية. إضافةً إلى الاستجابات بواسطة الغلوبولين المناعي هـ، فإنه قد تظهر حساسية للبيض مثل التهاب الجلد التأتبي، وخاصةً عند الرُضع والأطفال الصغار، وبعضهم قد تظهر لديه الاستجابتين معاً، لذلك يُمكن للطفل أن يستجيب لتحدي الطعام الفموي مع الأعراض التحسسية، وبعد ذلك بيوم أو يومين تحدثُ لديه نوباتٌ محتدمة من التهاب الجلد التأتبي الذي قد يكون مُصحوبًا بأعراضٍ هضمية تتضمن التهاب المريء اليوزيني.

### عدم التحمل غير التحسسي
يُعتبر بياض البيض مُطلِقًا مُحتملًا للهستامين، وبالتالي هو قادرٌ على إحداثِ إثارةٍ استجابية غير تحسسية في بعض الناس، وفي هذه الحالة فإنَّ بروتينات بياض البيض تؤدي إلى إطلاق الهستامين من الخلايا الصارية مباشرةً، لذلك تُصنف آلية حدوثِ حساسيةِ البيض على أنها ردُّ فعلٍ دوائي أو حساسية كاذبة، حيثُ تعتبر تحملًا للطعام بدلًا من رد فعلٍ تحسسي حقيقة يعتمد على الغلوبولين المناعي هـ.
عادةً ما تكون الاستجابة محلية في الجهاز الهضمي، وقد تتضمن الأعراض ألمًا في البطن وإسهالا أو أي أعراضٍ أخرى تنتج عن إطلاق الهستامين، وإذا كان قويًا كفاية، فإنه قد يؤدي إلى تفاعلٍ تأقاني والذي من الصعب تمييزه سريريًا عن فرط الحساسية الحقيقي. بعض الأشخاص الذين لديهم هذه الحالة يتحملون كمياتٍ صغيرة من بياضِ البيض، وغالبًا ما تكون لديهم القدرة على تحمل البيض المطبوخ جيدًا مثل الموجود في الكعك أو في الباستا المُعتمدة على البيضِ المجفف، ويكون لديهم قدرةٌ أقل على تحمل البيض المطبوخِ بشكلٍ غير كامل مثل البيض المقلي أو المرينج (حلويات مصنوعة من بياض البيض المخفوق مع السكر) أو البيض غير المطبوخ.

## التشخيص

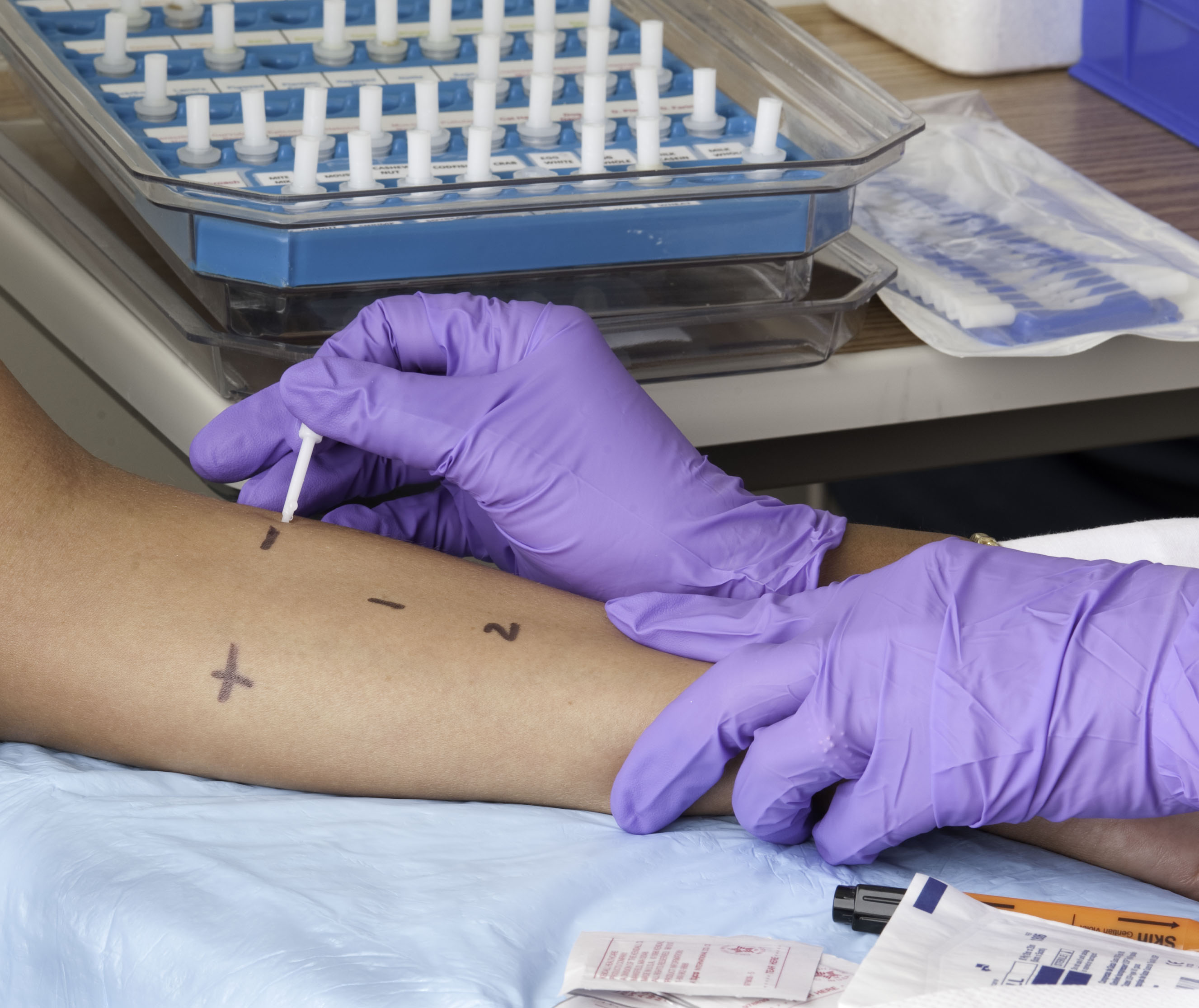
شَخص يُجرى عليه اختبار وخزةِ الجلد

يعتمدُ تشخيصُ الحساسية للبيض على تاريخِ الشخص لردود الفعل التحسسية، ويُختبر ذلك من خلال اختبار وخزةِ الجلد، وهو اختبارٌ يُجرى في بقعةٍ مُعينة ويقيسُ نسبةَ الغلوبيولين المناعي هـ الخاص بالبيض في مصل الدم (IgE أو sIgE). تأكيدُ الحساسية هي عملية مُزدوجة التعمية، حيثُ يتحكمُ العلاج الوهمي في التحديات الغذائية. اختبار وخزةِ الجلد واختبارِ الغلوبولين المناعي هـ المُفرز (sIgE) يمتلكانِ حساسيةً أكبر من 90% ولكنَ خاصة بنطاق 50-60%، وهذا يعني أنَّ هذه الفحوصات سوف تكشف عن حساسية البيض ولكن يُمكن أن تكون إيجابية لحساسياتٍ أُخرى أيضًا. بالنسبةِ للأطفالِ الصغار، أُجريت محاولاتٌ لتحديد استجاباتٍ قوية لاختبار وخزةِ الجلد واختبارِ الغلوبولين المناعي هـ المُفرز، والتي تكفي لتجنبِ الحاجة لتأكيد الحساسية من خلالِ تحدياتِ الطعامِ الفموي.

## الوقاية
يُعتقدُ أنَّ إدخالَ البيض إلى النظام الغذائي للطفل يؤثر على خطرِ الإصابةِ بالحساسية، ولكن هُناك توصياتٍ أُخرى تناقضُها. أَقرت مراجعةٌ عام 2016 بظهور فائدة لإدخال الفول السوداني مُبكرًا في النظام الغذائي، ولكنها ذكرت أنَّ «تأثيرَ إدخالِ البيض مُبكرًا على حساسية البيض أمرٌ خلافي». نُشرَ في نفسِ العام تحليلٌ إحصائيٌ تكاملي أيدَ النظرية التي ذكرت أنَّ الإدخال المُبكر للبيض في النظام الغذائي للرُضع يُقلل من خطر حدوثِ الحساسية، كما ذكرت مُراجعةٌ لمُسبباتِ الحساسية بشكلٍ عام أنَّ إدخال الطعام الصلب في فترة 4-6 شُهور يؤدي إلى تقليل خطر الحساسية اللاحقة. مع ذلك، أوصَت وثيقةٌ توافقية قديمة من الكلية الأمريكية للحساسية والربو والمناعة أنَّ إدخال بيضِ الدجاج يجب أن يُؤَخر إلى عمرِ 24 شهرًا.

## العلاج
يختلفُ علاجُ الابتلاع العَرضي لمنتجات البيض من قبل أفرادٍ مُصابين بالحساسية اعتمادًا على حساسية الشَخص. قد تُوصف مضادات الهستامين مثل الديفينهيدرامين (بنادريل)، وفي بعض الأحيان يُوصف البريدنيزون لمنع المرحلة المتأخرة المتوقعة من النوع الأول من فرط التحسس. العديد من ردود الفعل التحسسية الشديدة قد تحتاجُ علاجًا بقلم الإيبنفرين، وهو جهازُ حقنٍ مُصممٌ ليُستخدم من قبل شخصٍ غير متخصص في الرعاية الصحية عندما تكون هُناك حاجة لذلك. هناك حاجةٌ إلى جرعةٍ ثانية في 16-35% من النوبات.

### المعالجة المناعية
هُناك أبحاثٌ نشطة لمحاولة استخدام المعالجة المناعية الفموية (OIT) لإزالة حساسية الناس إلى مسببات حساسية البيض. خَلصت مراجعةٌ لمؤسسة كوكرين أنَّ المعالجة المناعية الفموية يُمكن أن تُزيل الحساسية، ولكن لا يزالُ من غير الواضح ما إذا كان هناك تطورٌ لتحملٍ على المدى البعيد بعد توقف العلاج، كما أنَّ 69% من الناس المُسجلين في التجاربِ ظهرت لديهم آثارٌ جانبية، وبالتالي خلصوا إلى أنَّ هناك حاجةٌ إلى وجود بروتوكولاتٍ ومبادئ توجيهية مُوحدة قبل دمج المعالجة المناعية الفموية في الممارسة السريرية. أشارت مراجعةٌ ثانية أنَّ ردود الفعل التحسسية، والتي قد تصل إلى فرط الحساسية، يُمكن أن تحدث خلال المعالجة المناعية الفموية، وبالتالي أوصتْ بعدم إمكانية استخدام هذا العلاج في الممارسةِ الطبية الروتينية. اقتصرت المُراجعة الثالثة في نطاق تجاربها على السلعِ المخبوزة والتي تحتوي على البيض مثل الخبز أو الكعك، وذلك بهدفِ إيجاد حلٍّ لحساسية البيض. مرةً أخرى، كانت هُناك بعض النجاحات في هذا العلاج، ولكن في نفس الوقت كان هُناك بعض ردود الفعل التحسسية الشديدة، ونهايةً خرج الباحثون بعدم التوصية باستخدامِ هذا العلاج.

### تجنب البيض
الوقاية من حدوثِ ردود الفعل التحسسية للبيض تَعني تجنب البيضِ والأطعمةِ المحتوية عليه. الأشخاص المصابون بالحساسية لبيضِ الدجاج غالبًا ما يكون لديهم رد فعلٍ تحسسي لبيضِ الإوز والبط والدجاج الرومي المستأنس. يُستعمل البيضُ في الطبخِ في أمورٍ مُتعددة: فقد يُستعمل كمستحلب للحدِ من انفصال الزيت/الماء (مايونيز)، أو يُستعمل كرابطٍ (لربط الماء والتصاق الجسيمات، كما في رغيف اللحم)، وقد يُستعمل كمهوي (في الكعك، وخاصةً في كعكة طعام الملائكة). بعض بدائل البيض التجارية يُمكن أن تحل محله في أمورٍ مُعينة (نشا البطاطس وتابيوكا يُستخدم لربط الماء، بروتين مصل اللبن يُستخدم في التهوية أو لربط الجسميات، أو ليستين لبن الصويا أو الأفوكادو يُستخدم كمستحلب). تُنتج شركات الطعام مايونيز خالٍ من البيض وأطعمةً بديلةً أخرى. اخترع ألفريد بيرد مُنتَج كاسترد بيرد الخالي من البيض، وهو النسخة الأصلية مما يُعرف تجاريًا اليوم بِاسم مسحوق الكاسترد.
معظم الأشخاص يجدون أنهُ من الضروري تجنُب أي مادة تحتوي على البيض، أو تحتوي على:
- الألبيومين (بروتين بياض البيض)
- آبوفيتيلين (بروتين مح البيض)
- مخفوق البيض [الإنجليزية] (خالية من الكوليسترول، ويستخدم بياض البيض)
- البيض المُجفف الصلب، مسحوق البيض
- البيض، بياض البيض، مح البيض
- البيض المغسول
- إيجنوج [الإنجليزية] (شراب البيض المخفوق)
- بدائل دهنية
- ليفيتين (بروتين مح البيض)
- ليسوزيم (بروتين بياض البيض)
- مايونيز
- ميرانغ أو مسحوق المرينج
- ألبومين البيض (بروتين بياض البيض)
- أفوغلوبولين (بروتين بياض البيض)
- أوفوموسين (بروتين بياض البيض)
- مخاطاني البيض (بروتين بياض البيض)
- أوفوترانسفيرين (بروتين بياض البيض)
- أوفوفيتيليا (بروتين مح البيض)
- أوفوفيتيلين (بروتين مح البيض)
- ألبومينات سيليسي
- سيمبليس [الإنجليزية]
- فيتيلين (بروتين مح البيض)

المكونات التي تحتوي أحيانًا على بروتين البيض وتتضمن: النكهات الاصطناعية والطبيعية والليسيثين والنوغة.
كما اختُبِرَت منتجات بروبيوتيكية، ووُجدَ أن بعضَها يحتوي على الحليب وبروتينات البيض ولم يُشَر إلى ذلك في ملصقاتها.

## مآل المرض
مُعظم الأطفال يتخلصون من حساسية البيض. أفادت مراجعة واحدة أنَّ 70% من الأطفال يتخلصون من حساسية البيض عند سنة 16 عامًا. في الدراسات الطويلة المنشورة لاحقًا، ذَكرت واحدة منها أنَّ 140 رضيعاً المصابين بحساسية البيض، 44% منهم تخلصَ منها خلال عامين، كما ذكرت دراسةٌ ثانية أنَّ 45% من بين 203 رضيع مؤكد إصابتهم بحساسية البيض بواسطة الغلوبولين المناعي هـ يتخلصون من الحساسية خلال عامين، و66% خلال أربعة أعوام و71% خلال ستةِ أعوام. يُصبح الأطفالُ أكثر قدرةً على تحمل البيض كعنصرٍ في المخبوزات وتحمل البيض المطبوخ جيدًا أكثر من غير المطبوخ جيدًا. يكون توقعُ الشفاء أكثر احتمالًا إذا قلت نسبة الغلوبولين المناعي هـ في مصل الدم، وإذا كانت الأعراض الأساسية لا تتضمن فرطَ الحساسية.

## الانتشار
في بلدانِ أمريكا الشمالية وأوروبا الغربية، والتي يعتمدُ فيها حليب الأطفال الصناعي على حليب البقر بشكلٍ شائِع، تُعتبر الحساسية لبيضِ الدجاج ثاني أكثر حساسية طعام شيوعًا لدى الرُضع والأطفال الصغار بعد حساسية حليب البقر، ومع ذلك، في اليابان تُعتبر حساسية البيض هي الأولى وحساسية حليب البقر هي الثانية، ويليها القمحُ ثم بعد ذلك الأطعمة الشائعة المُسببة للحساسية. أفادت مراجعةٌ في جنوب أفريقيا أنَّ الحساسية للبيض والفول السوداني هي ثاني أكثر حساسية طعام شيوعًا.
يُعتبر الانتشار والوقوع من المُصطلحات الشائعة في وصف وبائيات المرض، فالوقوع يُعتبر عن الحالات التي شُخصت حديثًا، ويُمكن التعبيرُ عنه بعدد الحالات الجديدة سنويًا لكل مليون فرد، أما الانتشار هو عدد الحالات الحَية، ويُعبَّرُ عنه بعدد الحالات الموجودة لكل مليون فرد خلال فترةٍ من الزمن. يُلاحظ حدوث حساسية البيض في الرُضع والأطفال الصغار، وعادةً ما تختفي مع العمر، بالتالي فإنَّ انتشار حساسية البيض يُعبرُ عنه بنسبة الأطفال تحت السن المُحددة. تُشير مراجعةٌ أن انتشارَ حساسية البيض في الأطفال تحت خمسِ سنواتٍ يبلغ ما بين 1.5-2.0% من تعداد سكان أمريكا الشمالية وأوروبا الغربية، كما أشارت مراجعةُ ثانية أنَّ النطاق في الأطفال الصغار ما بين 0.5-2.5%، وعلى الرغم من هذا، فإنَّ معظم الأطفال يتطور لديهم تحملٌ مناعي مع تقدم العمر نحو سِنِّ التَّمَدْرُسِ، وتستمر الحساسية لدى الثلث منهم تقريباً حتى مرحلة البلوغ. تُشير تنبُّؤَاتٌ قوية أنَّ الحساسية المستمرة في البالغين هي أعراضٌ تحسسية كما يحدثُ عند الأطفال، حيثُ يظهر لديهم ارتفاعٌ في نسبةِ الغلوبيولين المناعي هـ الخاص بالبيض في مصل الدم، واستجابةٌ قوية لاختبارِ وخزة الجلد وعدم وجودِ تحملٍ للأطعمة المخبوزة والمُحتوية على البيض. مُعدلُ انتشارِ الإبلاغ الذاتي عن الحساسية أعلى بكثير من الحساسية المؤكدة باختبارِ الطعام.
بالنسبة لجميعِ الفئاتِ العمرية، قَدَّرَت مُراجعةٌ لخمسين دراسةً أجريت في أوروبا أنَّ نسبة 2.5% بالنسبة للإبلاغ الذاتي عن الحساسية و0.2% لتأكيد الحساسية. أظهرت بياناتُ المسح الوطني والتي جُمعت بين عامي 2005-2006 في الولايات المتحدة أنه من سنِ 6 سنواتٍ فما فوق، يبلغُ انتشارُ حساسية البيض المُؤكدة باختبار نسبة الغلوبيولين المناعي هـ في مصل الدم أقل من 0.2%.
نادرًا ما تحدثُ حساسية البيض لدى الكبار، ولكن هُناك بعض الحالات المؤكدة، فبعضهم بدأت لديه في أواخرِ سنِ المُراهقة، ومجموعةٌ أخرى كانوا من العاملين في صناعةِ الخَبز والذين تعرضوا لِهباءِ مسحوق البيض.

## الثقافة والمجتمع

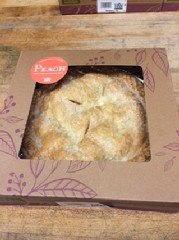
مثال لفطيرة وقع استدعاؤها من طرف إدارة الأغذية والأدوية الأمريكية بسبب عدم تصريح تواجد بيض بها.

بِغضِّ النظر عن أنَّ انتشار حساسية الطعام يزداد أم لا، إلا أنَّ الوَعيَ بحساسية الطعام يزداد بالتأكيد، والتي تؤثر على نوعيةِ حياة الأطفال وأولياءِ أمورهم ومقدمي الرعاية الفورية لَهم. في الولايات المتحدة ساعدَ قانون تحديد الطعام المسبب للحساسية وحماية المستهلك لعام 2004 على تذكير الأفراد بمشاكل الحساسية في كلِ مرةٍ يتعاملون فيها مع المواد الغذائية، كما قامت المَطاعم بإضافة تحذيراتٍ عن مُسببات الحساسية في قوائِمها. يُقدم معهد الطهي في أمريكا دوراتٍ في الطهي الخالي من مُسببات الحساسية بمطبخٍ تعليمي مُنفصل، ويُعتبر هذا المعهد رائِدًا في تدريب الطُهاة في بلدة هايد بارك في نيويورك. تمتلكُ أنظمة المدارس بروتوكولاتٍ خاصةٍ بالأطعمة المسموحِ إحضارُها للمدرسة. بالرغمِ من كُلِ هذه الاحتياطات، يُدْرِكُ الأشخاص الذين يُعانون من حساسيةٍ خطيرة أنهُ من السهلِ تعرُضُهم عرضيًا لمُسبباتِ الحساسية في منازلِ الأفراد الآخرين أو المدارس أو المطاعم. يؤثرُ الخوف من الطعامِ بشكلٍ كبيرٍ على جودة الحياة، وخصيصًا عند الأطفال الذين يعانون من الحساسية، كما أنَّ جودة حياتهم تتأثرُ بأفعالِ أقرانِهم. هُناك ازديادٌ في حدوثِ التنمر، الذي يتضمن تهديدات أو أفعالًا يُتَعَمَّدُ بِها ملامسة الأطعمةِ الواجب تجنُبها أو تلويثُ الأطعمة الخالية من مُسبباتِ الحساسية بهذه المُسببات عمدًا.

## كتب
- Tanya Wright (2001). Food Allergies: Enjoying Life with a Severe Food Allergy [حساسيات الطعام: التمتع بالحياة مع حساسية الطعام الشديدة] (بالإنجليزية) (الأولى ed.). لندن، المملكة المتحدة: Class Publishing. p. 90. ISBN:185959039X. Retrieved 2018-01-11.
- Corinne A. Keet; Pamela A. Frischmyer-Guerrerio; Robert A. Wood (2015). Pediatric Allergy [حساسيات الأطفال] (بالإنجليزية). إلزيفير. p. 45. ISBN:9780323354424. Retrieved 2018-01-11.
- Andreas L. Lopata. Food Allergy: Molecular and Clinical Practice [حساسية الطعام: الممارسة الجزيئية والسريرية] (بالإنجليزية). سي آر سي بريس. p. 2006. ISBN:9781351646437. {{استشهاد بكتاب}}: الوسيط |تاريخ الوصول بحاجة لـ |مسار= (help)